# Aphantophryne pansa
Espèce
Statut de conservation UICN

 LC  : Préoccupation mineure
Aphantophryne pansa est une espèce d'amphibiens de la famille des Microhylidae.

## Répartition et habitat
Cette espèce est endémique de la division administrative de Morobe en Papouasie-Nouvelle-Guinée. Elle est présente entre 2 800 et 3 840 m d'altitude,.
Cette espèce vit dans les prairies de haute altitude.

## Description
Aphantophryne pansa mesure environ 30 mm.

## Publication originale
- Fry, 1917 "1916" : Description of Aphantophryne, a new Batrachian Genus from New Guinea; With Comparative Notes on the Pectoral Musculature. The Proceedings of the Linnean Society of New South Wales, vol. 41, p. 770-785 (texte intégral).